# Шиян, Кир Карлович
Кир Карлович Шиян (Кирило Карпович) (1902, с. Березовая Лука, Миргородский уезд, Полтавская губерния  — 1974) — украинский советский историк.
Окончил Нежинский государственный университет имени Николая Гоголя (1930). С 1930 по 1934 сотрудник научно-исследовательской кафедры истории Украины им. Д. Багалия в Харькове, преподаватель Харьковского университета (1956), с 1963 профессор истории СССР.